# جون برينيمان
جون برينيمان هو لاعب هوكي جليد كندي، ولد في 5 يناير 1943 في فورت إيري في كندا.

## وصلات خارجية
- جون برينيمان على موقع دوري الهوكي الوطني (الإنجليزية)
- جون برينيمان على موقع EliteProspects.com (الإنجليزية)
- جون برينيمان على موقع HockeyDB.com (الإنجليزية)
- جون برينيمان على موقع Hockey-Reference.com (الإنجليزية)